# Wutha-Farnroda
Wutha-Farnroda è un comune di 6 271 abitanti della Turingia, in Germania.
Appartiene al circondario (Landkreis) del Wartburgkreis (targa WAK) ed è indipendente delle comunità amministrative (Verwaltungsgemeinschaft).